# メディー・バアラ
メディー・バアラ（Mehdi Baala ,アラビア語: مهدي بعلة , 1978年8月17日 - ）は、フランスのストラスブール出身の中距離陸上選手で、専門は1500m。アルジェリア系移民の子である。バアラはヨーロッパ陸上選手権で2度優勝、世界陸上選手権でもメダルを獲得している。2007年大阪で行われた世界選手権では準決勝で失格している。(モロッコの選手を引っ張り倒した)男子1500mで歴代10位となる記録を2003年9月5日に記録している。

## 戦績
- 2007年世界陸上競技選手権大会 - 準決勝失格 (1500 m)
- 2006年ヨーロッパ陸上競技選手権大会 - 金メダル (1500 m)
- 2005年世界陸上競技選手権大会 - 6位 (800 m)
- 2003年世界陸上競技選手権大会 - 銀メダル (1500 m)
- 2002年ヨーロッパ陸上競技選手権大会 - 金メダル (1500 m)
- 2001年世界陸上競技選手権大会 - 12位 (1500 m)
- 2000年シドニーオリンピック - 4位 (1500 m)
- 2000年ヨーロッパ室内陸上競技選手権大会 - 銅メダル (1500 m)

## フランス記録
- 800 m  1'43"15
- 800 m  1'44"82（室内）
- 1000 m 2'13"96
- 1000 m 2'17"01（室内）
- 1500 m 3'28"98
- 1500 m 3'35"56（室内）
- 2000 m 4'53"12